# Kudlur, Hunsur
Kudlur là một làng thuộc tehsil Hunsur, huyện Mysore, bang Karnataka, Ấn Độ.